# 2016년 전국장애학생체육대회
제10회 전국장애학생체육대회는 2016년 5월 17일부터 5월 20일까지 대한민국 강원도에서 열렸다.

## 개요
- 대회명칭 : 제10회 전국장애학생체육대회
- 개최기간 : 2016년 5월 17일 ~ 2016년 5월 20일
- 개최지 : 강원도 (주개최지 : 강릉시)
- 구호 : 함께 뛰는 땀방울, 자신감의 꽃망울
- 참가인원 : 2,717명(선수 1,477명, 임원 및 관계자 1,240명)
- 종별 : 초등학교부, 중학교부, 고등학교부에 재학 중인 전 장애인
- 마스코트 : 우리와 둘이

## 종목

### 정식종목
| - 골볼 - 보치아 - 수영 - 육상 - 탁구 - 농구 - 디스크골프 - 배구 - 배드민턴 - 볼링 - 역도 - 실내조정 - 축구 | - 플로어볼 - e-스포츠 |

## 경기장
| 종목       | 소재지 | 경기장                      | 종별                | 세부종목 | 비고 |
| ---------- | ------ | --------------------------- | ------------------- | -------- | ---- |
| 골볼       | 강릉시 | 강릉오성학교 체육관         | 시각                |          |      |
| 농구       | 춘천시 | 춘천호반체육관              | 지적                |          |      |
| 디스크골프 | 춘천시 | 춘천서면파크골프경기장      | 지적                |          |      |
| 배구       | 원주시 | 원주종합체육관              | 지적/청각           |          |      |
| 배드민턴   | 원주시 | 원주치악체육관              | 지적/청각           |          |      |
| 보치아     | 속초시 | 속초청소년수련관 실내체육관 | 뇌병변              |          |      |
| 볼링       | 강릉시 | 강릉강남볼링장              | 지체/지적/청각/시각 |          |      |
| 수영       | 춘천시 | 춘천국민체육센터            | 지체/지적/청각/시각 |          |      |
| 역도       | 양구군 | 용하체육관                  | 지적/지체           |          |      |
| 육상       | 강릉시 | 강릉종합운동장              | 지체/지적/청각/시각 |          |      |
| 실내조정   | 춘천시 | 춘천장애인스포츠센터        | 시각/지적           |          |      |
| 축구       | 강릉시 | 강남축구공원 1구장          | 지적                |          |      |
| 탁구       | 강릉시 | 주문진실내체육관            | 지체/지적/청각      |          |      |
| 탁구       | 강릉시 | 강릉고등학교 체육관         | 시각                |          |      |
| 플로어볼   | 원주시 | 원주농민문화체육센터        | 지적                |          |      |
| e-스포츠   | 원주시 | 원주드림체육관              | 지체/지적/청각      |          |      |